# Atlanta Hawks 1981-1982
La stagione 1981-82 degli Atlanta Hawks fu la 33ª nella NBA per la franchigia.
Gli Atlanta Hawks arrivarono secondi nella Central Division della Eastern Conference con un record di 42-40. Nei play-off persero al primo turno con i Philadelphia 76ers (2-0).

## Roster
| N° | Naz.                   | Ruolo | Sportivo         | Anno | Alt. | Peso |
| -- | ---------------------- | ----- | ---------------- | ---- | ---- | ---- |
| 1  | Stati Uniti (bandiera) | G     | Wes Matthews     | 1959 | 185  | 77   |
| 2  | Stati Uniti (bandiera) | G     | Rory Sparrow     | 1958 | 188  | 79   |
| 3  | Stati Uniti (bandiera) | G     | Eddie Johnson    | 1955 | 188  | 82   |
| 7  | Stati Uniti (bandiera) | GA    | Al Wood          | 1958 | 198  | 88   |
| 10 | Stati Uniti (bandiera) | AC    | Steve Hawes      | 1950 | 206  | 100  |
| 11 | Stati Uniti (bandiera) | A     | Craig Shelton    | 1957 | 201  | 95   |
| 14 | Stati Uniti (bandiera) | G     | Charlie Criss    | 1948 | 173  | 75   |
| 20 | Stati Uniti (bandiera) | GA    | Freeman Williams | 1956 | 193  | 86   |
| 22 | Stati Uniti (bandiera) | GA    | John Drew        | 1954 | 198  | 93   |
| 30 | Stati Uniti (bandiera) | C     | Tree Rollins     | 1955 | 216  | 107  |
| 32 | Stati Uniti (bandiera) | AC    | Dan Roundfield   | 1953 | 203  | 93   |
| 33 | Stati Uniti (bandiera) | G     | Jim McElroy      | 1953 | 191  | 86   |
| 34 | Stati Uniti (bandiera) | GA    | Mike Glenn       | 1955 | 188  | 79   |
| 40 | Stati Uniti (bandiera) | GA    | Rudy Macklin     | 1958 | 201  | 93   |
| 41 | Stati Uniti (bandiera) | AC    | Sam Pellom       | 1951 | 206  | 102  |
| 54 | Stati Uniti (bandiera) | AC    | Tom McMillen     | 1952 | 211  | 98   |

## Staff tecnico
- Allenatore: Kevin Loughery
- Vice-allenatori: Brendan Suhr, Mike Fratello, Fred Carter